# Parque nacional de Myōkō-Togakushi Renzan
El parque nacional Myōkō-Togakushi Renzan (妙高戸隠連山国立公園, Myōkō-Togakushi Renzan Kokuritsu Kōen) es un parque nacional en la prefectura de Niigata y la prefectura de Nagano, Japón. Establecido en 2015, y anteriormente parte del parque nacional Jōshin'etsu-kōgen, el parque comprende un área de 39.772 ha (98.280 acres) en los municipios de Itoigawa y Myōkō en la prefectura de Niigata y Iizuna, Nagano, Otari y Shinano en la prefectura de Nagano.
Las montañas más destacadas del parque son el monte Hiuchi (2.462 m), el monte Myōkō (2.454 m), Niigata-Yake-Yama (2.400 m,), el monte Takatsuma (2.353 m), el monte Kurohime (2.054 m), el monte Iizuna (1.917 m) y el monte Togakushi (1.904 m). Otros elementos son el lago Nojiri y el lago Reisenji.

## Galería

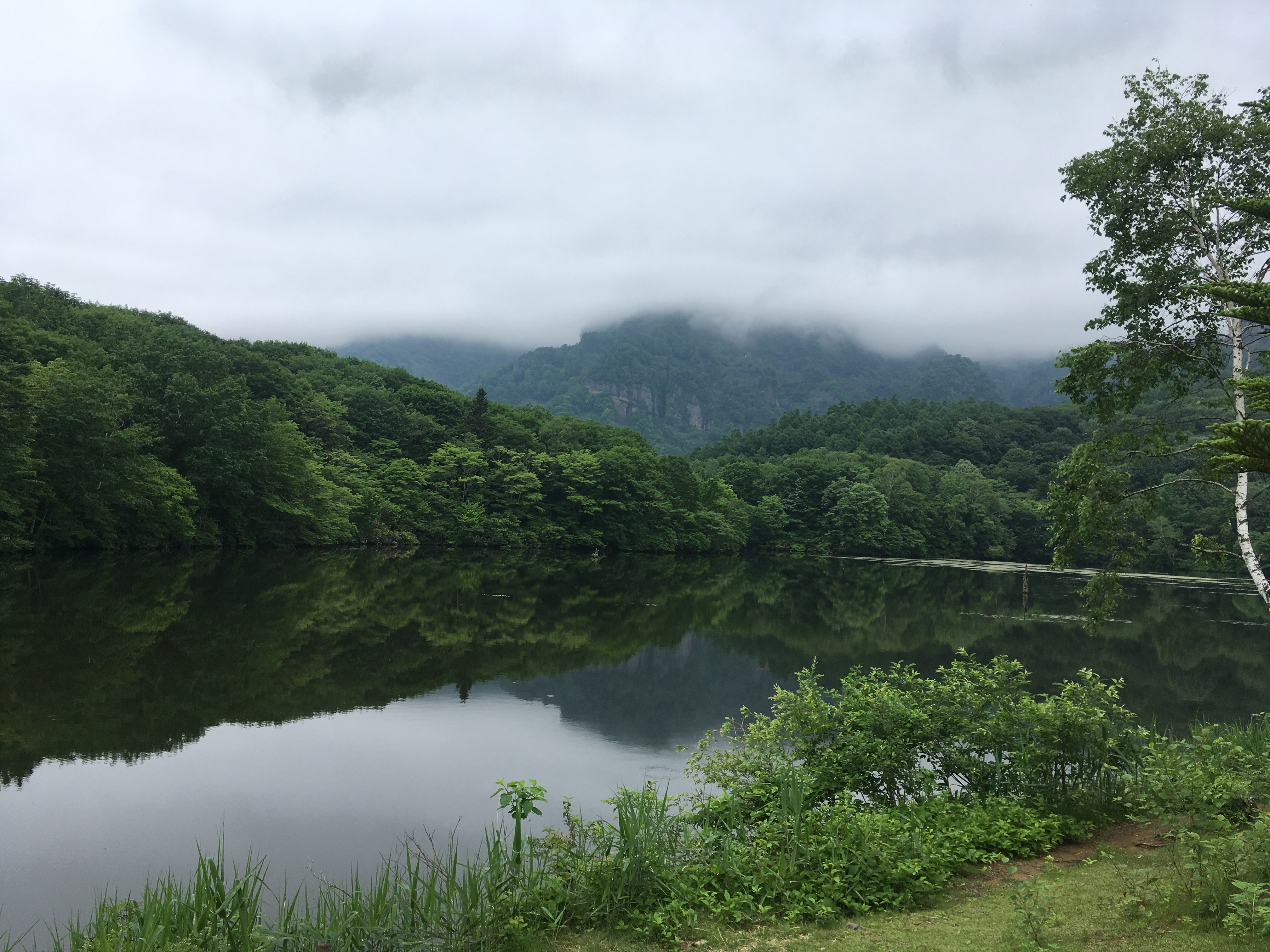
Estanque de Kagami-ike, en Togakushi, Nagano 2019.
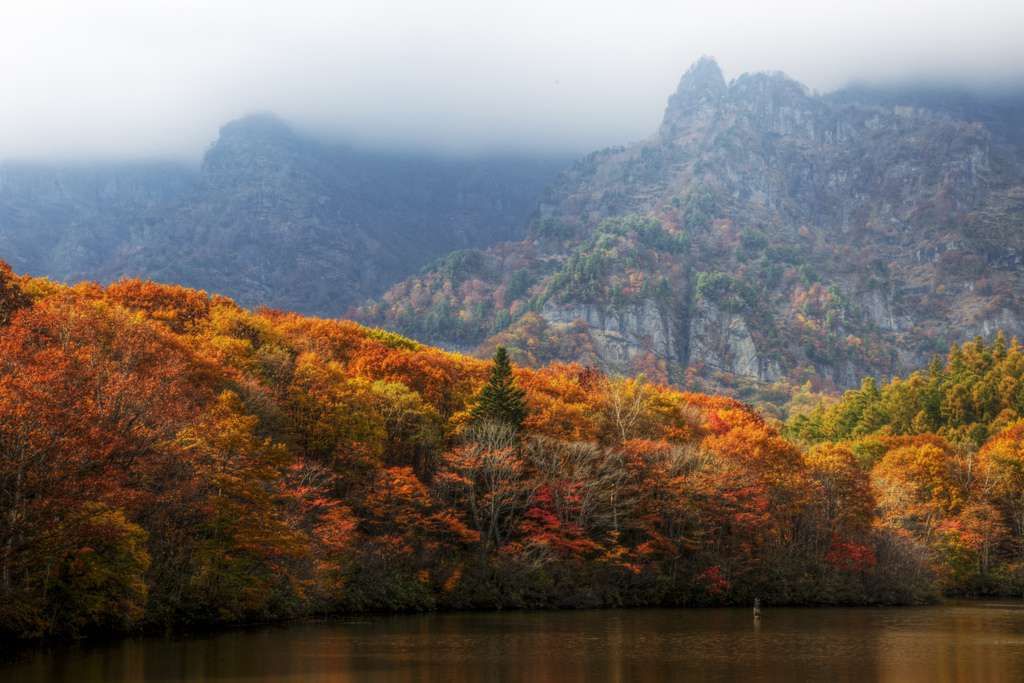
Estanque de Kagamiike
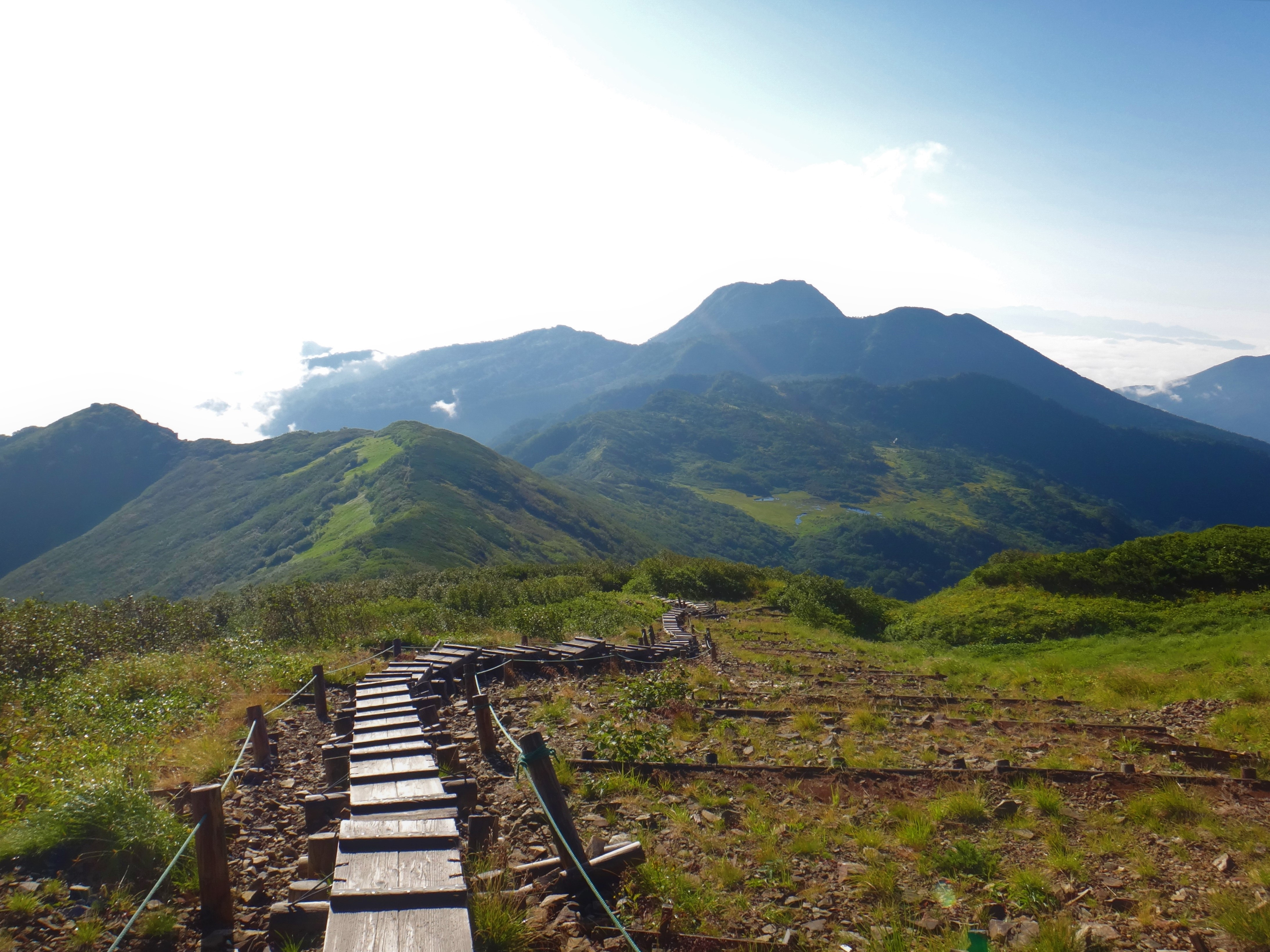
Monte Hiuchi
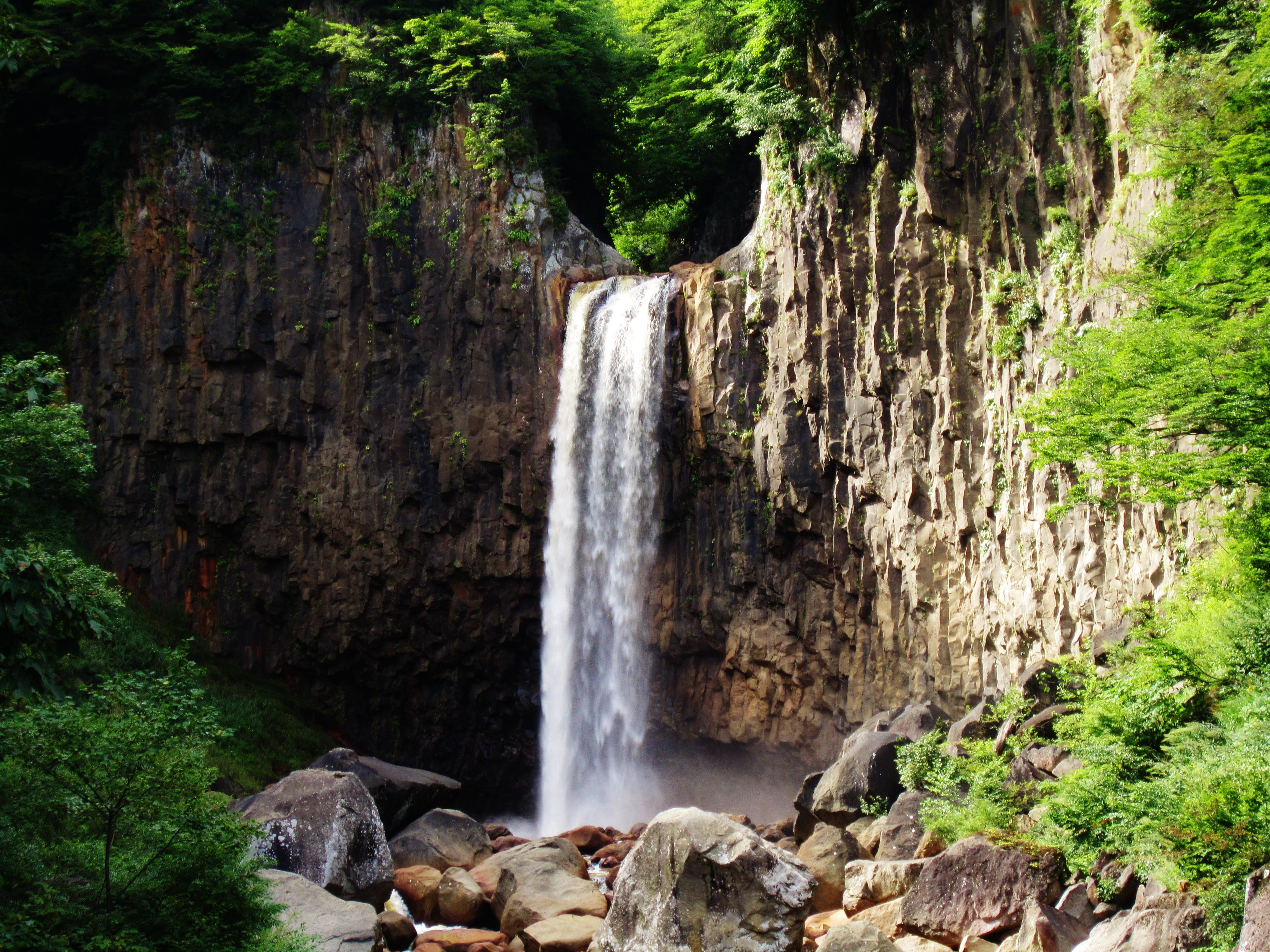
Cascada Naena
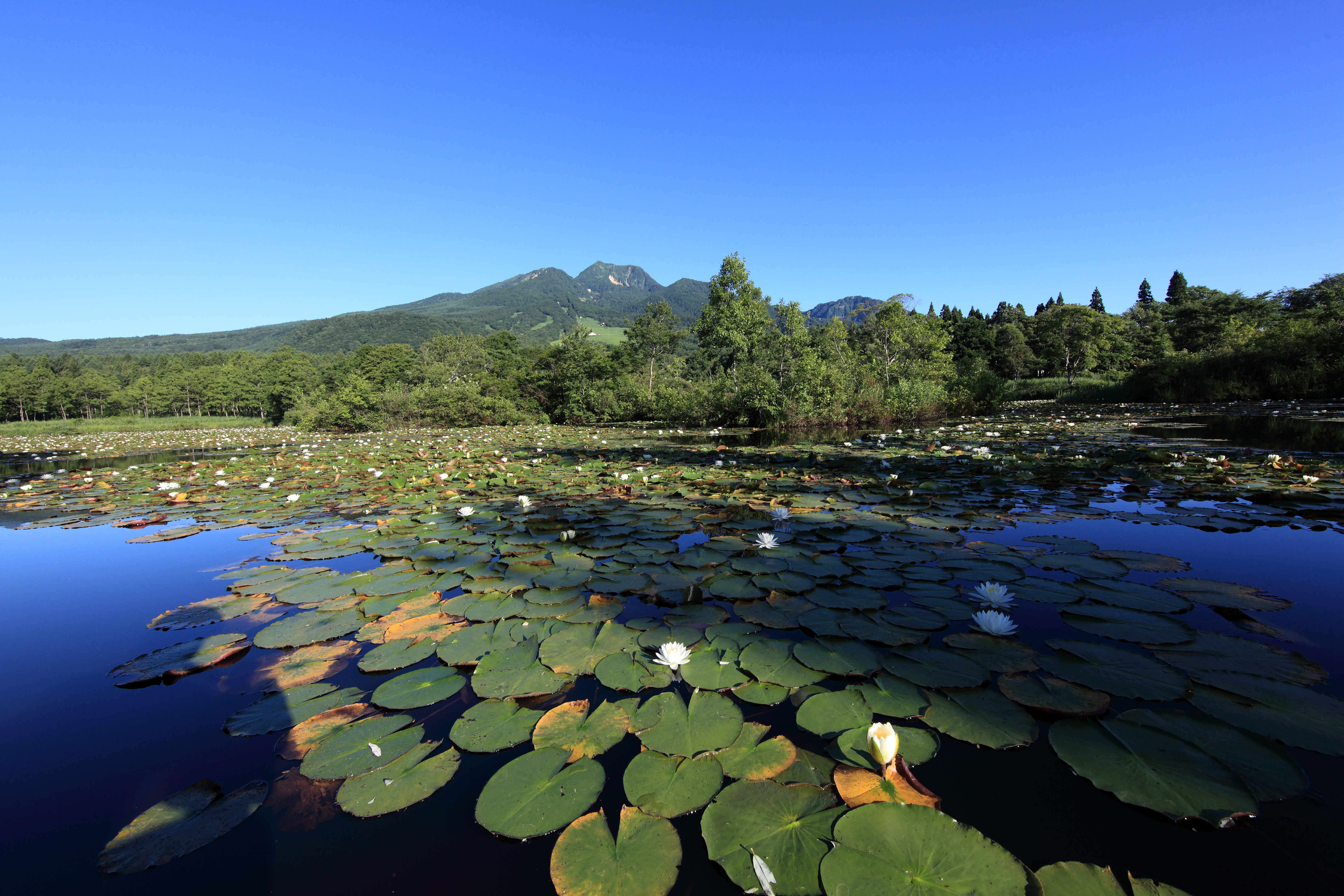
Monte Myoko